# Cristian Rodríguez (wielrenner)
Cristian Rodríguez Martín (El Ejido, 3 maart 1995) is een Spaans wielrenner die sinds 2023 rijdt voor Arkéa-B&B Hotels.

## Carrière
In juni 2014 werd Rodríguez dertiende in het door Óscar González gewonnen Spaans kampioenschap tijdrijden voor beloften. Een jaar later werd hij tweede, 26 seconden achter Diego Tirilonte. Daarnaast maakte hij in 2015 deel uit van de Spaanse selectie voor de Ronde van de Toekomst, waarin zijn teamgenoot Marc Soler het eindklassement wist te winnen.
In 2016 werd Rodríguez prof bij Southeast-Venezuela. Zijn debuut voor de ploeg maakte hij in de Ronde van Valencia, waar hij op plek 65 in het algemeen klassement eindigde. Later dat jaar werd hij onder meer vijfde in het jongerenklassement van de Internationale Wielerweek en derde in die van de Ronde van Trentino. In april werd Rodríguez door zijn ploeg opgenomen in de voorselectie voor de Ronde van Italië. Ruim een week later werd bekend dat hij zijn debuut in een grote ronde zou gaan maken. Vijf dagen voor de Giro ging Rodríguez in de Eschborn-Frankfurt in de aanval, maar wist dit niet tot het einde vol te houden. In de Ronde van Italië kon hij zich niet van voren laten zien, waardoor plek 64 in zowel de dertiende als de vijftiende etappe zijn beste resultaat was. Later dat jaar nam hij voor de tweede maal deel aan de Ronde van de Toekomst, waarin hij ditmaal op de tiende plaats in het algemeen klassement eindigde. Zijn seizoen sloot hij af in de Ronde van Lombardije, die hij niet uitreed.
In het voorjaar van 2017 werd Rodríguez onder meer vierde in de Ronde van de Apennijnen en derde in het jongerenklassement van de Ronde van de Alpen. Later dat jaar werd hij onder meer dertiende in het eindklassement van de Ronde van Tsjechië en achttiende in Milaan-Turijn. In 2018 maakte hij de overstap naar Caja Rural-Seguros RGA, tot 2020 was hij bij de Spaanse ploeg actief. In 2021 en 2022 reed hij bij Team TotalEnergies, namens deze ploeg behaalde hij zijn eerste professionele overwinning in de achtste etappe van de Ronde van Rwanda. Sinds 2023 rijdt hij bij de eveneens Franse wielerploeg Arkéa-Samsic. In 2023 eindigde hij als dertiende in het eindklassement van de Ronde van Spanje 2023.

## Overwinningen
2021
8e etappe Ronde van Rwanda
Eindklassement Ronde van Rwanda
2022
Bergklassement Ronde van het Baskenland
2025
Mercan'Tour Classic Alpes-Maritimes

## Resultaten in voornaamste wedstrijden
| Jaar | Ronde van Italië | Ronde van Frankrijk | Ronde van Spanje |
| ---- | ---------------- | ------------------- | ---------------- |
| 2016 | 103e             |                     |                  |
| 2017 | 52e              |                     |                  |
| 2018 |                  |                     | 25e              |
| 2019 |                  |                     | 50e              |
| 2020 |                  |                     |                  |
| 2021 |                  | 46e                 |                  |
| 2022 |                  |                     |                  |
| 2023 |                  |                     | 13e              |
| 2024 |                  | 36e                 | 13e              |
| 2025 |                  | 20e                 |                  |

| Jaar | Luik-Bast.‑Luik | Ronde van Lombardije | Waalse Pijl | Clásica San Sebastián |
| ---- | --------------- | -------------------- | ----------- | --------------------- |
| 2016 |                 | opgave               |             |                       |
| 2017 |                 | 55e                  |             |                       |
| 2018 |                 |                      |             |                       |
| 2019 |                 |                      |             | 57e                   |
| 2020 |                 |                      |             |                       |
| 2021 |                 |                      |             |                       |
| 2022 | opgave          |                      | 45e         | opgave                |
| 2023 |                 |                      |             |                       |
| 2024 |                 |                      |             |                       |
| 2025 |                 |                      |             |                       |

## Ploegen
- 2015 –  Southeast (stagiair vanaf 1-8)
- 2016 –  Wilier Triestina-Southeast[3]
- 2017 –  Wilier Triestina-Selle Italia
- 2018 –  Caja Rural-Seguros RGA
- 2019 –  Caja Rural-Seguros RGA
- 2020 –  Caja Rural-Seguros RGA
- 2021 –  Total Direct Energie
- 2022 –  Team TotalEnergies
- 2023 –  Arkéa-Samsic
- 2024 –  Arkéa-B&B Hotels
- 2025 –  Arkéa-B&B Hotels

Andriato · Belletti · Bertazzo · Busato · Carretero · Cecchinel · Conti · Dal Col · Favilli · Fedi · Finetto · Fonzi · Gavazzi · Gil · Mareczko · Monsalve · Petacchi · Ponzi · Tedeschi · Wackermann · Zhupa · Amezqueta (stagiair) · Rodríguez (stagiair)
Amezqueta · Andriato · Belletti · Bertazzo · Busato · Conti · Dal Col · Draperi · Ducournau · Fedi · Fonzi · Gil · Godoy · Mareczko · Martínez · Pozzato · Rodríguez · Sanz · Tedeschi · Trosino · Zhupa · Cañaveral (stagiair) · Errazkin (stagiair) · Raileanu (stagiair)
Amezqueta · Andriato · Belletti · Bertazzo · Busato · Cecchin · Draperi · Ducournau · Fedi · Flórez · Fonzi · Godoy · Kasjavy · Mareczko · Martínez · Mosca · Pozzato · Rodríguez · Trosino · Turrin · Zhupa · Colonna (stagiair) · Marcelli (stagiair) · Raggio (stagiair)
Amezqueta · Aranburu · Benito · Celano · Cuadros · Ferrari · Irisarri · Lastra · Mas · Molina · Moreira · Oien · Pardilla · Reis · Rodríguez · Schultz · Serrano · Silva · Soto · Yssaad · Zabala
Aberasturi · Amezqueta · Aranburu · Banaszek · Cañellas · Cepeda · Tsjernetski · Cuadros · Gonçalves · González · Irisarri · Lastra · Malucelli · Molina · Mora · Moreira · Nicolau · Pardilla · Rodríguez · Serrano · Soto · Lazkano (stagiair) · Martín (stagiair) · Pascual (stagiair)
Boasson Hagen · Bodnar · Bonifazio · Burgaudeau · Cabot · de la Parte · Doubey · Dujardin · Ferron · Geniez (tot 31/5) · Grellier · Jousseaume · Latour · Lawless · Manzin · Oss · Ourselin · Rodríguez · J. Sagan · P. Sagan · Simon · Soupe · Terpstra · Turgis · Van Gestel · Vuillermoz · Devanne (stagiair) · Vercher (stagiair)
Barguil · Barré · Biermans · Bouet · Bouhanni · Capiot · Champoussin · Costiou · Dekker · Delaplace · Démare (vanf 1/8) · Edet · Gesbert · Grondin · Guernalec · Guglielmi · Hofstetter · Le Berre · Ledanois · Louvel · McLay · Mozzato · Owsian · Pichon · Ponomar (tot 31/7) · Ries · Riou · Rodríguez · Russo · Vauquelin · Verre · Dauphin (stagiair) · Gillet (stagiair) · Tjøtta (stagiair)
Albanese · Barré · Biermans · Capiot · Champoussin · Costiou · Dekker · Delaplace · Démare · García Pierna · Gesbert · Grondin · Guernalec · Guglielmi · Huys · Le Berre · Ledanois(tot 15/8) · Louvel · McLay · Mozzato · Owsian · Ries · Riou · Rodríguez · Scotson · Sénéchal · Thierry (vanaf 1/9) · Vauquelin · Venturini · Verre
Biermans · Capiot · Costiou · Delaplace · Démare · Epis · García Pierna · Gesbert · Grondin · T. Guernalec · V. Guernalec · Guglielmi · Huys · Le Berre · Lozouet · Mozzato · Ries · Rodríguez · Rouland · Scotson · Sénéchal · Svestad-Bårdseng · Thierry · Tjøtta · Vauquelin · Venturini · Verre